# Rhynchoproctus rufomarginatus
Rhynchoproctus rufomarginatus är en mångfotingart som beskrevs av Tömösvary 1885. Rhynchoproctus rufomarginatus ingår i släktet Rhynchoproctus och familjen Harpagophoridae. Inga underarter finns listade i Catalogue of Life.